# Melcior Rosselló Simonet
Melcior Rosselló Simonet (Santa Maria del Camí, 1916- Palma, 2010), fou un mestre i pedagog mallorquí. Professor de l'Escola de Magisteri de les Illes Balears i deixeble de José María Eyaralar Almazán.

## Formació
Melcior Rosselló Simonet va néixer a Santa Maria el 27 de setembre de 1916, fill de Melcior Rosselló Morro, nascut a Bunyola, i de Maria Simonet Canyelles, de Son Llaüt. A ca seva eren cinc germans: en Pere, en Bartomeu i en Joan –que moriren a la guerra– i na Maria. Va anar a escola Ca ses Monges i més tard a l'escola de Can Pere Peu, que estava a la plaça del Robiol. Als sis anys se'n va anar a viure a Ciutat amb la seva família. Allà començà a estudiar a La Salle l'any 1923.
El 1926 entrà al Col·legi Cervantes, sota la direcció d'Andreu Crespí Salom i Francesc de Sales Aguiló. Fou alumne de Mossen Antoni Pons i Pastor i d'altres excel·lents pedagogs. Després seguí els estudis de batxillerat a l'Institut de Palma. El 1930 s'adherí a Joventut Escolar, secció de l'Associació per la Cultura de Mallorca, que tenia per objectiu potenciar la mallorquinitat i fer una escola de ciutadania per vigoritzar l'esperit mallorquí. Melcior Rosselló assisteix a un curs de mallorquí organitzat per aquesta entitat.
Forma part de la Federació Escolar Balear (FEB), associada a la Federació Universitària Espanyola (FUE). Participa en l'organització de Missions Pedagògiques amb recitals de poesia, música i representacions de teatre. El 1933, als desset anys, començà a estudiar a l'Escola Normal de Palma, sent deixeble de José María Eyaralar. L'estiu de 1935 assisteix com a alumne de pràctiques a la Colònia Escolar del Port de Felanitx. Sempre va dir: «allà m'hi vaig fer mestre».

## Labor pedagògica
El curs 1936-37 fa les pràctiques de mestre a l'Escola Graduada de Llevant. El 1939 pren possessió com a mestre de l'Escola del Coll d'en Rabassa. El 1942 torna a l'Escola Graduada de Llevant. Escriu 50 dictados preparados (1949) i La vida en alto. Libro escolar de lecturas sobre temas del tiempo actual (1950). El 1955 esdevé regent de l'Escola de Pràctiques annexa a la Normal masculina.
Fa els gràfics de les Rutes Amagades de Mallorca de Jesús Garcia Pastor (1964-1980). El 1967 publica unes làmines per calcar Método de reforma de la letra. També publicà Álbum geométrico. L'any 1968 ingressà en el Cos Especial de Directors de Col·legis Nacionals. El 1973 obté un Premi Ciutat de Palma. També col·laborà amb el Grup Excursionista de Mallorca. El juny de 1981 es va jubilar.
El 1996 escriu una aproximació biogràfica a la vida de Bartomeu Simonet i Canyelles, amb motiu de nomenar-lo fill il·lustre de Santa Maria. El 2006 va fer donació a la Universitat de les Illes Balears d'un retrat de Bartomeu Rosselló-Pòrcel i del llibre La invención del Quijote y otros ensayos de Manuel Azaña (1935), que fou propietat de Bartomeu Rosselló-Pòrcel i que du una dedicatòria de l'autor.

## Reconeixement
- 1998: Premi Ramon Llull com a reconeixement per tota una vida dedicada a l'ensenyament i a la formació dels mestres de les Illes Balears.[8]
- El 27 d'abril de 1992 es va posar el seu nom a l'escola pública de Santa Maria.[9]